# Запорізьке (Лозівський район)
Запорі́зьке —  село в Україні, у Лозівській міській громаді Лозівського району Харківської області. Населення становить 6 осіб. До 2020 орган місцевого самоврядування — Царедарівська сільська рада.

## Географія
Село Запорізьке знаходиться на відстані 2 км від села Царедарівка та смт Панютине. Поруч проходить автомобільна дорога Т 2107. На відстані 3 км знаходиться залізнична станція Панютине.

## Історія
- 1897 — дата заснування.
- 12 червня 2020 року, відповідно до Розпорядження Кабінету Міністрів України  № 725-р «Про визначення адміністративних центрів та затвердження територій територіальних громад Харківської області», увійшло до складу Лозівської міської громади.[1]
- 17 липня 2020 року, в результаті адміністративно-територіальної реформи та ліквідації колишнього Лозівського району (1923—2020), увійшло до складу новоутвореного Лозівського району Харківської області.[2]